# Diamond Head (альбом Diamond Head)
Diamond Head — седьмой студийный альбом британской хэви-метал-группы Diamond Head, выпущенный 22 апреля 2016 года. Это первый альбом группы с участием Расмуса Андерсена в качестве вокалиста.

## Список композиций
| №   | Название                   | Длительность |
| --- | -------------------------- | ------------ |
| 1.  | «Bones»                    | 4:12         |
| 2.  | «Shout at the Devil»       | 4:04         |
| 3.  | «Set My Soul On Fire»      | 4:24         |
| 4.  | «See You Rise»             | 4:16         |
| 5.  | «All The Reasons You Live» | 5:23         |
| 6.  | «Wizard Sleeve»            | 3:18         |
| 7.  | «Our Time is Now»          | 4:27         |
| 8.  | «Speed»                    | 4:07         |
| 9.  | «Blood on my Hands»        | 4:24         |
| 10. | «Diamonds»                 | 3:24         |
| 11. | «Silence»                  | 6:22         |

## Участники записи
Diamond Head
- Расмус Андерсен — вокал
- Брайан Татлер — гитара
- Энди Эбберли  — гитара
- Эдди Мухан — бас-гитара
- Карл Уилкокс — ударные

Технический персонал
- Мик Пейтон — фотография
- Адам Беддоу — запись, микширование
- Дэвид Николс, Джон Дэвис — мастеринг
- Дэвид А. Гардинер — обложка